# Солга (железнодорожная станция, населённый пункт)
Солга — железнодорожная станция (тип населённого пункта) в Вельском районе Архангельской области. Входит в состав Муниципального образования «Усть-Шоношское».

## География
Посёлок расположен в южной части Архангельской области, в таёжной зоне, в пределах северной части Русской равнины, в 44 километрах на северо-запад от города Вельска.

## Население
| 2002 | 2010 | 2012 | 2014 |
| ---- | ---- | ---- | ---- |
| 0    | →0   | →0   | →0   |